# Guitar/Guitar
| Recensione | Giudizio |
| ---------- | -------- |
| AllMusic   |          |

Guitar/Guitar è un album discografico dei chitarristi jazz statunitensi Herb Ellis e Charlie Byrd, pubblicato dalla casa discografica Columbia Records nel maggio del 1965.

## Tracce

### LP
Lato A
1. Se todos fossem iguais a você – 2:03 (Antônio Carlos Jobim, Vinícius de Moraes)
2. Chung King – 3:03 (Herb Ellis, Charlie Byrd, Keter Betts)
3. Carolina in the Morning – 3:15 (Gus Kahn, Walter Donaldson)
4. Three Quarter Blues – 2:45 (Herb Ellis, Charlie Byrd, Keter Betts)
5. Take Care of Yourself – 3:15 (Harlan Howard)
6. St. Louis Blues – 3:08 (W.C. Handy)

Lato B
1. Jazz 'N' Samba (So danco samba) – 2:02 (Antônio Carlos Jobim, Vinícius de Moraes)
2. Oh, Lady Be Good – 2:45 (Ira Gershwin, George Gershwin)
3. Things Ain't What They Used to Be – 4:47 (Mercer Ellington)
4. A Hundred Years from Today – 3:37 (Ned Washington, Joe Young, Victor Young)
5. Bluesette – 3:25 (Toots Thielemans)

## Musicisti
- Herb Ellis - chitarra
- Charlie Byrd - chitarra
- Keter Betts - contrabbasso
- Buddy Deppenschmidt - batteria (eccetto brani: Se todos fossem iguais a você, Jazz 'N' Samba (So danco samba) e Bluesette)
- Sconosciuto - batteria (solo brani: Se todos fossem iguais a você, Jazz 'N' Samba (So danco samba) e Bluesette)[2]

Note aggiuntive
- Allen Stanton - produttore
- Registrazioni effettuate il 30 e 31 agosto 1963 al Columbia Studios di New York City, New York (eccetto brani: Se todos fossem iguais a você, Jazz 'N' Samba (So danco samba) e Bluesette)[2]
- Registrazioni effettuate il 10 ottobre 1964 a Los Angeles, California (solo i brani: Se todos fossem iguais a você, Jazz 'N' Samba (So danco samba) e Bluesette)[2]
- Henry Parker - fotografia copertina album originale
- Griffith O. Howe - note retrocopertina album originale[3]